# Гейнц Таксвайлер

Гейнц Таксвайлер (нім. Heinz Taxweiler) — німецький антифашист, член комітету «Вільна Німеччина».

## Біографія
Народився 14 грудня 1920 року в Целлі, що поблизу Ганновера, в сім'ї шевця
Працював у батьківській майстерні в якості помічника
На початку Другої світової війни був призваний до лав Вермахту, а саме до лав 111-ї піхотної дивізії.. Визнавши природу фашистського режиму і війни, він дезертирував від своєї частини під Лубнами і ховався протягом шести місяців в смт Безлюдівка Харківської області серед місцевих жителів, ховаючись під іменем «Микола». Коли з'явився німецький патруль і змусив населення працювати, жителі села прикрили його та сказали, що він глухонімий. 9 березня 1942 німецька військова поліція його вистежила й заарештувала. Трибунал присудив його до розстрілу, але військовим судом смертний вирок був замінений на п'ять років позбавлення волі.
Гейнца посадили в концтабір Естервеген. У 1943 році перевели до штрафбату № 561 і знову відправили на Східний фронт. На Волховському фронті 20 грудня 1943 року Гейнц перейшов на бік Червоної Армії.
Включився в роботу ленінградської групи Національного комітету «Вільна Німеччина» у складі 59-ї армії, де зайняв посаду фронтового комісара (Frontbeauftragter)
Зіграв визначну роль в організації і застосуванні нестандартного психологічного впливу на солдатів Вермахту через мегафон, що відрізнявся своєю переконливістю та новизною З окопів він щодня закликав німецьких солдатів відокремитися від Гітлера та якнайшвидше покласти край війні.
Військовою радою 59-ї армії був нагороджений медаллю за мужність і відвагу.
13 травня 1944 під час одного зі звернень через мегафон до німецьких солдатів на березі річки Нарви на Перміскюла-Саар був смертельно поранений. Спочатку був похований в естонському селі Загрів'я, а пізніше перепохований в братську могилу міста Сланці Ленінградської області
Комітет «Вільна Німеччина» пізніше випустив пропагандистську листівку «Хай будуть прокляті вбивці Гейнца Таксвайлера!» (Fluch den Mördern von Heinz Taxweiler!).

## Пам'ять
Український радянський письменник Юрій Герасименко згадував Гейнца Таксвайлера у своїх повістях про Безлюдівку «Ой видно село» і «Лісове озеро».